# Everybody Jam!
Everybody Jam! är ett album från 1996 med Scatman John.

## Låtlista
1. Stop The Rain (4:04)
2. Everybody Jam! (3:29)
3. The Invisible Man (3:25)
4. Let It Go (3:46)
5. Message To You (3:34)
6. (I Want To) Be Someone (3:15)
7. Scatmusic (3:55)
8. Shut Your Mouth And Open Your Mind (3:52)
9. (We Got To Learn To) Live Together (3:50)
10. Ballad Of Love (3:40)
11. People Of The Generation (3:42)
12. Lebanon (3:32)
13. U-Turn (3:47)
14. Everybody Jam! (Club Jam) (5:40)

Japanska bonusspår:
1. Paa Pee Poo Pae Po – 3:50
2. I'm Free – 3:37
3. Jazzology – 3:53
4. Pripri Sca (Radio Edit)  – 3:16
5. Su Su Su Super Ki Re i (Radio Edit) – 3:56